# نبیل نعیم
نبیل نعیم ابوالفتاح بنیانگذار حزب دموکراتیک جهاد است و همچنین از عوامل روزنامه الشرق الاوسط است. او همچنین از سالهای 1988 تا سال 1992 رهبر جهاد اسلامی مصر بود.